# Mezcala, Guerrero
Mezcala är en ort i Mexiko.   Den ligger i kommunen Eduardo Neri och delstaten Guerrero, i den södra delen av landet, 170 km söder om huvudstaden Mexico City. Mezcala ligger 494 meter över havet och antalet invånare är 3 763.
Terrängen runt Mezcala är kuperad åt nordost, men åt sydväst är den bergig. Mezcala ligger nere i en dal. Runt Mezcala är det ganska glesbefolkat, med 42 invånare per kvadratkilometer. Mezcala är det största samhället i trakten. I omgivningarna runt Mezcala växer huvudsakligen savannskog.